# Noellie Marie Béatri Damiba
Noellie Marie Béatri Damiba (sinh ngày 31 tháng 12 năm 1951) là một nhà báo và nhà ngoại giao người Burkinabé.
Damiba được sinh ra ở Koupéla. Từ năm 1994 đến 2003, bà là Đại sứ của Burkina Faso tại Rome, Ý. Từ năm 2003 đến 2008, bà là Đại sứ của Burkina Faso tại Vienna, Áo.
| Diplomatic posts         | Diplomatic posts                                | Diplomatic posts            |
| ------------------------ | ----------------------------------------------- | --------------------------- |
| Preceded by              | Ambassador of Burkina Faso to Rome 1994-2003    | Succeeded by                |
| Preceded by Thomas Sanon | Ambassador of Burkina Faso to Austria 2003-2008 | Succeeded by Salifou Diallo |